# Tuc de Pontner
El Tuc de Pontner és una muntanya de 1.979 metres que es troba entre els municipis de Les, a la comarca de la Vall d'Aran i França.